# 鹅掌蘗
鹅掌蘗（学名：Schefflera arboricola），又名九笔榕、狗脚蹄、鹅掌藤，为五加科鹅掌蘗属下的一个种。

## 扩展阅读
- 維基物種上的相關：鹅掌蘗